# Konkomba (Volk)
Die Konkomba sind ein Volk in Ghana und Togo, die auch Kon Komba, Kpankpam oder Bikpakpaln genannt werden. Die Konkomba nennen sich selbst Bikpakpaln und ihre Sprache Likpakpaln.
In Ghana leben zwischen 500.000 und 535.000 Konkomba an der Nordostgrenze in der Gegend um Guerin im Yendi District. Verschiedene Volksgruppen verteilen sich auf dem gesamten zentralen Norden Ghanas.
In Togo leben zwischen 50.100 und 78.000 Konkomba. Die Konkomba leben in Togo in der Kara Region, nördlich von Kabou an der Grenze zu Ghana. Einen Siedlungsschwerpunkt findet man in den Ortschaften Guérin-Kouka, Nawaré und Kidjaloum. Ihre Muttersprache ist das Konkomba.